# 流転の波止場
「流転の波止場」（るてんのはとば）は、2016年3月23日に発売された山内惠介の17枚目のシングル。

## 解説
- ジャケットとカップリング曲が異なる旅盤、港盤、星盤、酒盤、唄盤の5タイプをリリース。また、唄盤には表題曲「流転の波止場」のミュージック・ビデオを収録したDVDが付属されている[5]。
- オリコンチャートでは5位を記録し、自身初のTOP5入りを果たした[7]。また、演歌・歌謡シングルチャートでは1位を獲得し5作連続の1位獲得となった。

## 収録曲

### 旅盤
1. 流転の波止場 (03:00)
  - 作詞：仁井谷俊也／作曲：水森英夫／編曲：伊戸のりお
2. 演歌道中 旅がらす (04:37)
  - 作詞：鈴木紀代／作曲：水森英夫／編曲：伊戸のりお
3. 流転の波止場〜オリジナルカラオケ〜 (03:00)
4. 演歌道中 旅がらす〜オリジナルカラオケ〜 (04:36)

### 港盤
1. 流転の波止場 (03:00)
  - 作詞：仁井谷俊也／作曲：水森英夫／編曲：伊戸のりお
2. 瀬戸内最終便 (04:13)
  - 作詞：麻こよみ／作曲：水森英夫／編曲：伊戸のりお
  - ※2014年12月発売のアルバム「逢い初め」からのシングルカット[8]。
3. 流転の波止場〜オリジナルカラオケ〜 (03:00)
4. 瀬戸内最終便〜オリジナルカラオケ〜 (04:12)

### 星盤
1. 流転の波止場 (03:00)
  - 作詞：仁井谷俊也／作曲：水森英夫／編曲：伊戸のりお
2. 星あかりの夜 (03:21)
  - 作詞：喜多條忠／作曲：水森英夫／編曲：伊戸のりお
3. ただひとつの花 (04:29)
  - 作詞：松井五郎／作曲：水森英夫／編曲：伊戸のりお
4. 流転の波止場〜オリジナルカラオケ〜 (03:00)
5. 星あかりの夜〜オリジナルカラオケ〜 (03:21)
6. ただひとつの花〜オリジナルカラオケ〜 (04:29)

### 酒盤
1. 流転の波止場 (03:00)
  - 作詞：仁井谷俊也／作曲：水森英夫／編曲：伊戸のりお
2. 男の手酌酒 (04:06)
  - 作詞：坂口照幸／作曲：水森英夫／編曲：伊戸のりお
3. 惠介のええじゃないか (03:31)
  - 作詞：仁井谷俊也／作曲：水森英夫／編曲：伊戸のりお
  - ※2016年5月発売のアルバム「恋してもええじゃないか」からのシングルカット[9]。
4. 流転の波止場〜オリジナルカラオケ〜 (03:00)
5. 男の手酌酒〜オリジナルカラオケ〜 (04:06)
6. 惠介のええじゃないか〜オリジナルカラオケ〜 (03:31)

### 唄盤
1. 流転の波止場 (03:00)
  - 作詞：仁井谷俊也／作曲：水森英夫／編曲：伊戸のりお
2. 流転の波止場〜男性用オリジナルカラオケ〜 (03:00)
3. 流転の波止場〜女性用オリジナルカラオケ〜 (03:00)

- DVD収録トラック

1. 流転の波止場（ミュージックビデオ） (03:08)
2. 流転の波止場〜男性用カラオケミュージックビデオ〜 (03:08)
3. 流転の波止場〜女性用カラオケミュージックビデオ〜 (03:08)